# Équipe des Pays-Bas féminine de rugby à sept
L'équipe des Pays-Bas féminine de rugby à sept est l'équipe qui représente les Pays-Bas dans les principales compétitions internationales de rugby à sept, entre autres les World Rugby Women's Sevens Series et la Coupe du monde de rugby à sept.

## Histoire
La pratique féminine du rugby est relativement ancienne aux Pays-Bas. C'est en effet à Utrecht que s'est joué le premier match officiel entre deux équipes nationales féminines de rugby à XV. Il se joue le 13 juin 1982, et oppose les Pays-Bas et la France.
Dans le cadre des Grand Prix Series, le championnat d'Europe de rugby à sept, les joueuses néerlandaises de rugby à sept se classent à la 2e place en 2008, derrière les championnes anglaises, ce qui constitue leur meilleure performance jusqu'alors. Elles rééditent la performance en 2010, s'inclinant cette fois contre l'Espagne.
En marge des Sevens World Series, compétition masculine majeure organisant plusieurs tournois de rugby à sept pendant la saison, la Women's Sevens Challenge Cup (en) est créée en tant qu'équivalent en catégorie féminine ; les Pays-Bas sont invités à deux des trois tournois la composant, à Hong Kong puis à Londres. Lors de ce dernier tournoi en Angleterre, les Néerlandaises atteignent pour la première fois de leur histoire la finale d'une compétition organisée par l'IRB, après avoir éliminé les Australiennes ; elles s'inclinent finalement contre les Anglaises,. Cette performance souligne le projet mis en place par la Fédération néerlandaise, ayant mis en place cette saison un programme de préparation professionnelle à plein temps afin de mettre en place une équipe compétitive pour les Jeux olympiques, une première parmi les équipes nationales féminines de rugby à sept ; il bénéficie d'un financement du Comité olympique néerlandais.

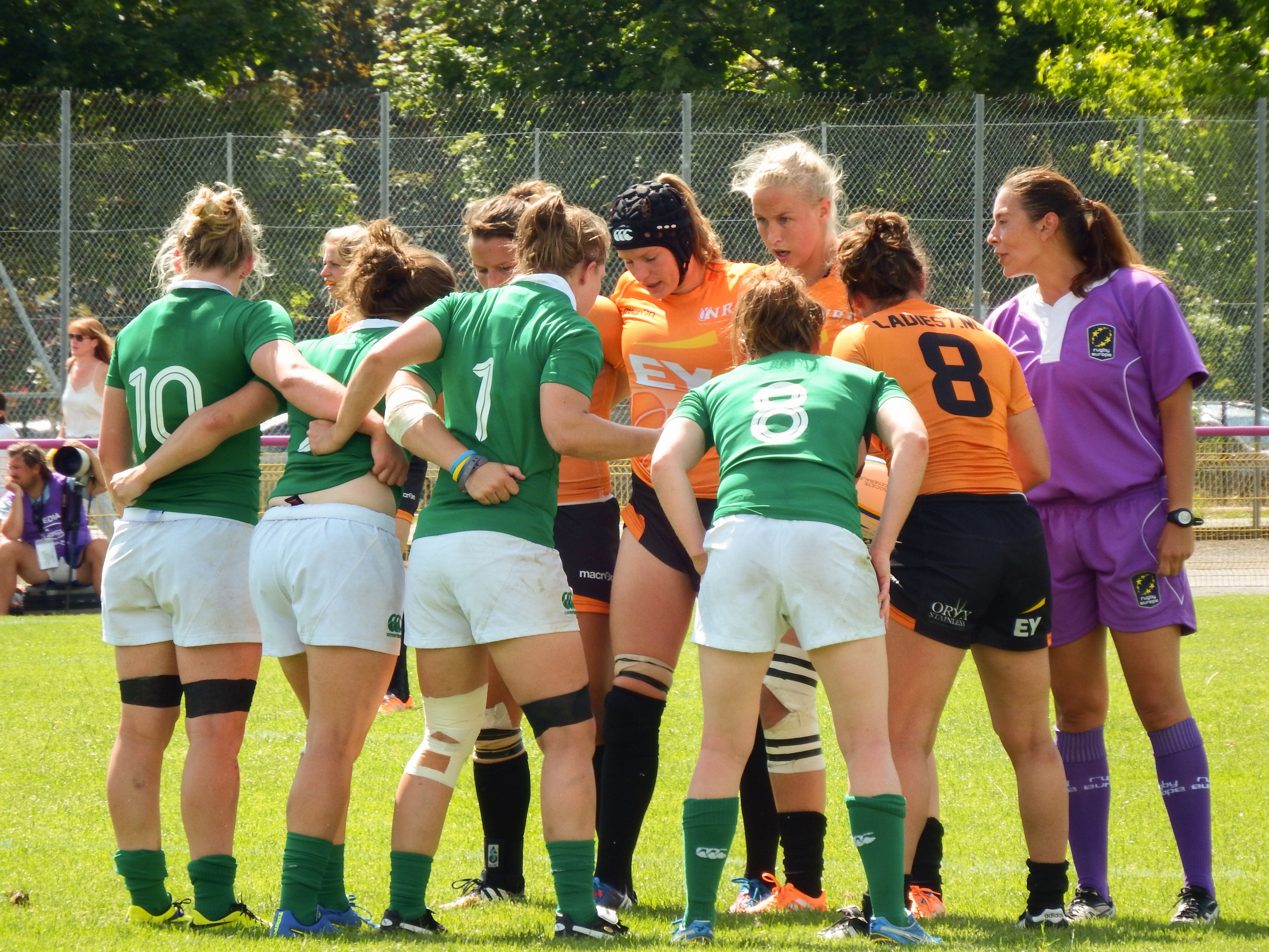
Les Néerlandaises disputent le tournoi de Malemort, dans le cadre des Grand Prix Series 2015, dans l'optique d'une qualification olympique.

Un an plus tard, alors que s'ouvre la première édition des Women's Sevens World Series pendant la saison 2012-2013 (en), la sélection néerlandaise prend part à la compétition en tant qu'équipe permanente,,. Par ailleurs, l'une des étapes de la compétition se joue « à domicile », à Amsterdam,,.
Pour clore la saison 2014-2015, les Néerlandaises sont engagées dans le processus de qualifications pour les Jeux olympiques d'été de 2016. Non qualifiées par l'intermédiaire des Grand Prix Series, elles doivent disputer un tournoi de repêchage européen afin d'accéder au tournoi de repêchage mondial, dernière alternative pour participer aux Jeux olympiques. Après une défaite en demi-finale, elles s'inclinent par surprise contre le Portugal, qui se qualifie ainsi pour le tournoi mondial aux dépens de leurs adversaires du jour,.
Après cet échec, les financements du Comité olympique néerlandais sont coupés, et de nombreuses joueuses cadres se retirent. En conséquence, les performances de l'équipe en pâtissent, et cette dernière est reléguée au second niveau des Grand Prix Series après l'édition 2017. De la même manière, après le tournoi de Hong Kong, elle ne parvient toujours pas à récupérer le statut d'équipe permanente pour les Sevens World Series. Les ambitions olympiques de la Fédération sont également revues à la baisse.
Les Néerlandaises sont promues dès la saison suivante au premier niveau des Grand Prix Series.